# N47 (België)
De N47 is een gewestweg die de Oost-Vlaamse stad Lokeren met de gemeente Asse in de provincie Vlaams-Brabant verbindt. De totale lengte van de weg is ruim 29 kilometer. Het beheer van de weg is in handen van het Agentschap Wegen en Verkeer.
Het oorspronkelijke doel van de gewestweg was om de E34 en E17 met elkaar te verbinden en zo deze twee Europese wegen te koppelen aan Brussel. Uiteindelijk is de gewestweg echter alleen tot Lokeren aangelegd, en het stuk tussen de N70 en E34 werd niet gerealiseerd.

## Plaatsen langs N47
- Lokeren
- Zele
- Dendermonde
- Sint-Gillis-bij-Dendermonde
- Lebbeke
- Opwijk
- Mazenzele
- Asse